# Prunières (Isère)
Prunières – miejscowość i gmina we Francji, w regionie Owernia-Rodan-Alpy, w departamencie Isère.
Według danych na rok 1990 gminę zamieszkiwało 299 osób, a gęstość zaludnienia wynosiła 36 osób/km² (wśród 2880 gmin regionu Rodan-Alpy Prunières plasuje się na 1330. miejscu pod względem liczby ludności, natomiast pod względem powierzchni na miejscu 1254.).